# Berlin-Kreuzberg
Kreuzberg is een stadsdeel gelegen in het district Friedrichshain-Kreuzberg, net ten zuiden van de wijk Mitte in Berlijn. Tot 2001 vormde de wijk een zelfstandig district binnen Berlijn. Kreuzberg had in 2023 152.760 inwoners. De wijk is bekend vanwege het uitgaansleven en de politiek links-georiënteerde bevolking. Bovendien is Kreuzberg bekend door het grote aantal immigranten en de hoge criminaliteitscijfers.

## Wijkindeling
Kreuzberg valt uiteen in twee delen: Kreuzberg 61 wordt in de omgangstaal gebruikt voor het grotere westelijk gelegen deel van het stadsdeel. Het oostelijk gelegen deel wordt Kreuzberg 36 (of SO 36) genoemd.
De namen zijn afgeleid van de oude postcodes. Voor de invoering van de vijfcijferige postnummers was dit deel van Berlijn 1036, respectievelijk 1061. In de tijd van de Berlijnse Muur werd 'SO 36' van drie kanten omsloten door de muur.

## Geschiedenis
Tot in de 18de eeuw lag dit gebied buiten de stadsmuren van de dubbelstad Berlin-Kölln. In de negentiende eeuw werden de Tempelhofer Vorstadt (1861) en Luisenstadt (1841) aan de stad toegevoegd. In 1920 werd het een onderdeel van Groot-Berlijn als zesde administratieve district. Kreuzberg werd gevormd uit de Tempelhofer Vorstadt, een deel van Friedrichsvorstadt, het zuiden van Friedrichstadt en een groot deel van de Luisenstadt. Het nieuwe stadsdeel werd Hallesches Tor genoemd, maar in september 1921 werd dit gewijzigd naar Kreuzberg en vernoemd naar de gelijknamige berg.
Op 3 februari 1945 een groot deel van Friedrichstadt verwoest door luchtaanvallen van de USAAF. Tijdens de slag om Berlijn werd Kreuzberg nog verder verwoest door het leger van de Sovjets. Enkel de Tempelhofer Vorstadt en Luisenstadt kwamen redelijk ongeschonden uit de oorlog. Na de oorlog behoorde Kreuzberg tot de Amerikaanse sector van West-Berlijn. Nadat de Berlijnse Muur gebouwd werd in 1961 werd Checkpoint Charlie het belangrijkste en meest bekende kruispunt voor mensen die van West- naar Oost-Berlijn wilden. 
Ongeveer een derde van de bevolking is migrant, veelal van Turkse afkomst. In 2001 werd Kreuzberg verenigd met het aanpalende Friedrichshain in een nieuw district.

## Sport
Ondanks de geringe grootte van Kreuzberg herbergen ze een redelijk aantal voetbalclubs, die spelen op de Sportplatz Wrangelstraße of het Willy-Kressmann-Stadion. De succesvolste en bekendste club is Türkiyemspor Berlin, dat al in de nationale reeksen speelde. Verdere clubs zijn FSV Hansa 07, SC Berliner Amateure, BFC Südring en BSC Eintracht/Südring 1931, die allen op een laag niveau spelen.

## Bezienswaardigheden
- Checkpoint Charlie - voormalige grensovergang ten tijde van de Berlijnse Muur.
- Jüdisches Museum Berlin - museum over de geschiedenis van Joden (in Duitsland).
- Berlinische Galerie - museum voor moderne kunst.
- Oberbaumbrücke - een bekende brug.
- Ramones-Museum - museum over de Amerikaanse punkband Ramones

Friedrichshain |
Kreuzberg